# Byte the Bullet
Byte the Bullet – album studyjny zespołu Bonfire, wydany 24 marca 2017 roku nakładem wytwórni UDR Music na CD i LP.
Album powstał w trakcie intensywnego tournée grupy w 2016 roku. Nagrań dokonano we Flatliners Studio w Ingolstadt. Był to pierwszy album Bonfire z udziałem nowego wokalisty, Alexxa Stahla. W ramach promocji albumu zrealizowano teledyski do utworów „Praying 4 A Miracle” oraz „Locomotive Breath”. Album zajął 51. miejsce na niemieckiej oraz 79. na szwajcarskiej liście przebojów.

## Lista utworów
1. „Power Train” (7:02)
2. „Stand Up 4 Rock” (4:34)
3. „Praying 4 A Miracle” (4:32)
4. „Some Kinda Evil” (4:14)
5. „Lonely Nights” (4:48)
6. „Byte The Bullet” (4:34)
7. „Locomotive Breath” (6:24)
8. „Reach For The Sky” (5:27)
9. „Sweet Surrender” (4:37)
10. „Friedensreich” (0:52)
11. „InstruMetal” (3:38)
12. „Too Far From Heaven” (5:03)
13. „Without You” (4:28)
14. „Sweet Obsession (bonus track)” (3:12)

## Wykonawcy
- Alexx Stahl – wokal
- Hans Ziller – gitara, wokal wspierający
- Frank Pané – gitara, wokal wspierający
- Ronnie Parkes – gitara basowa, wokal wspierający
- Tim Breideband – perkusja